# Jishar
Jishar is volgens het Bijbelboek Exodus de vader van Korach. Zijn vader was Kehat, een zoon van Levi en een van zijn broers was Amram, de vader van Aäron, Mozes en Mirjam. 
Hij had drie zonen, Korach, Nefeg en Zichri, maar verder wordt hij in de Bijbel niet vernoemd.